# 天津基督教女青年会旧址
天津基督教女青年会旧址始建于1920年，坐落于当时天津英租界的海大道（今和平区大沽北路和彰德道交口的大沽北路200号），作为大沽北路现今留存不多的近代建筑，该建筑目前是天津市文物保护单位和一般保护等级历史风貌建筑。

## 历史
天津基督教女青年会（简称天津YWCA）创始于1913年，是中国成立较早的城市女青年会之一。新中国成立前，天津女青年会先后成立了会员部、德育部、智育部、劳工部、学生部、少女部、宿舍部和幼儿园，为广大妇女和儿童特别是劳动妇女、职业妇女和青年学生做了不少工作，1939年天津大水期间，女青年会分布在各区的难民收容所即达13处，共收容2万多人。抗日战争时期，大批青年学生失学失业，流离失所，女青年会和青年会一同举办学生救济工作，提供学生助学金和生活费。天津女青年会在当时享有很高的声誉。